# Mangaan
Mangaan is een scheikundig element met symbool Mn en atoomnummer 25. Het is een grijskleurig overgangsmetaal.

## Ontdekking
Al sinds de prehistorie wordt mangaan gebruikt. 15.000 jaar voor het begin van onze jaartelling werd het mineraal pyrolusiet (mangaan(IV)oxide, mangaandioxide) al gebruikt als pigment in verf. De Egyptenaren en Romeinen pasten mangaan toe tijdens de productie van glas, om de groenkleuring veroorzaakt door ijzerverontreinigingen tegen te gaan, maar ook om het glas een typische amethistkleur te geven. De Spartanen maakten legeringen van mangaan en ijzer waardoor de smeedbaarheid en hardheid van het ijzer verbeterd werd.
In de 17e eeuw produceerde de Duitse chemicus Glauber voor het eerst kaliumpermanganaat, een stof die veel toepassing vindt in chemische laboratoria. In het midden van de 18e eeuw werd mangaanoxide gebruikt voor chloorproductie.
De Zweedse chemici Scheele, Bergman en anderen kwamen tot de conclusie dat mangaan een element moest zijn.
Hun landgenoot Gahn isoleerde zuiver mangaan in 1774 door mangaanoxide te reduceren met koolstof.
In het begin van de 19e eeuw gingen wetenschappers op zoek naar manieren waarop mangaan gebruikt kon worden in de productie van staal. In 1816 werd ontdekt dat de toevoeging van mangaan aan ijzer leidde tot een hardere staalvariant, zonder het breekbaar te maken.
De naam mangaan komt van het Latijnse magnes, dat magneet betekent.

## Verbindingen en toepassingen
Mangaan wordt voornamelijk gebruikt als legeringselement in de staalproductie. Mangaan wordt toegevoegd aan gesmolten staal om zuurstof en zwavel te verwijderen en vormt een legering met staal, zodat dit makkelijker in vorm te buigen is. Verder verstevigt mangaan het staal en maakt het staal beter bestand tegen corrosie.
Andere toepassingen van mangaan zijn:
- mangaan(IV)oxide wordt gebruikt in batterijen
- kaliumpermanganaat kent veel toepassingen als reagens, of vaak als oxidator en katalysator in de organische chemie (vanwege de zeer krachtige oxiderende eigenschappen wordt het soms gebruikt door de amateurpyrotechnicus)
- de glasindustrie maakt net als in de oudheid nog steeds op kleine schaal gebruik van mangaan voor de kleuring van glas; mangaan geeft glas een paarse kleur.
- mangaanstaal wordt ook gebruikt in messen omdat het een zeer scherpe rand kan creëren en behouden.[2]

In biologisch/fysiologisch opzicht is mangaan nodig voor de vorming van botweefsel en is mangaan betrokken bij de stofwisseling van aminozuren, cholesterol en koolhydraten.

## Opmerkelijke eigenschappen
Mangaan is een vrij uniek metaal dat vrijwel niet te vervangen is door andere metalen. Het heeft veel eigenschappen die verschillen van andere elementen. Het is een erg hard, maar breekbaar metaal, dat moeilijk ontbrandt, maar makkelijk oxideert. Het element beschikt over ferromagnetische eigenschappen en het kan verschillende oxidatietoestanden aannemen. De oxidatietoestanden +2, +3, +4 en +7 komen geregeld voor en ook +1 en +6 worden soms waargenomen. Vooral in de oxidatietoestand +7 is mangaan een krachtige oxidator. Mn2+ speelt een belangrijke rol in biologische systemen.

## Verschijning
Er zijn veel plaatsen bekend waar mangaan in de aardkorst voorkomt, in de vorm van pyrolusiet (MnO2) en rhodochrosiet (MnCO3). De kwaliteit van het erts is vaak matig. De beste bronnen worden gevonden in Zuid-Afrika en Oekraïne. Samen leveren deze twee gebieden ongeveer 80% van de totale jaarlijkse wereldproductie.
Op de bodem van de oceanen wordt mangaan in enorme hoeveelheden aangetroffen in de vorm van mangaanknollen maar de winning hiervan is economisch en technisch niet aantrekkelijk door de grote diepte waarop deze knollen zich bevinden en vanwege milieubezwaren. Ook op de bodem van Lake Michigan en Lake Superior zijn grote hoeveelheden van deze mangaanknollen gevonden.
| Topproducenten van mangaan 2019 | Topproducenten van mangaan 2019 |
| Land                            | Productie (miljoenen ton)       |
| ------------------------------- | ------------------------------- |
| Zuid-Afrika                     | 5,80                            |
| Australië                       | 3,18                            |
| Gabon                           | 2,51                            |
| Brazilië                        | 1,74                            |
| Ghana                           | 1,55                            |
| China                           | 1,33                            |
| India                           | 0,80                            |
| Oekraïne                        | 0,50                            |
| Ivoorkust                       | 0,48                            |
| Myanmar                         | 0,43                            |

## Isotopen
| Stabielste isotopen | Stabielste isotopen | Stabielste isotopen      | Stabielste isotopen      | Stabielste isotopen      | Stabielste isotopen      |
| Iso                 | RA (%)              | Halveringstijd           | VV                       | VE (MeV)                 | VP                       |
| ------------------- | ------------------- | ------------------------ | ------------------------ | ------------------------ | ------------------------ |
| 53Mn                | syn                 | 3,74×106 j               | EV                       | 3,436                    | 53Cr                     |
| 54Mn                | syn                 | 312,3 d                  | β−                       | 1,377                    | 54Fe                     |
| 55Mn                | 100                 | stabiel met 30 neutronen | stabiel met 30 neutronen | stabiel met 30 neutronen | stabiel met 30 neutronen |

In de natuur is er één stabiele isotoop van mangaan bekend: mangaan-55. Daarnaast zijn er zo'n achttien radioactieve mangaanisotopen bekend waarvan de halveringstijd varieert van enkele seconden tot miljoenen jaren.

## Ionen
| Oxidatiegetal | Toelichting |
| ------------- | --- |
| 0             | Vrij metaal, komt niet in de natuur voor                                                                                             |
| +1            | |
| +2            | Standaardwaarde voor mangaan in waterige oplossingen                                                                                 |
| +3            | Mangaan(III)hydroxide, gevormd (en weer omgezet in oxidatietoestand +2) tijdens de bepaling van het zuurstofgehalte in watermonsters |
| +4            | Vooral als mangaan(IV)oxide |
| +5            | |
| +6            | Als manganaat, treedt op tijdens het vernietigen van cyanide met behulp van een basische oplossing van kaliumpermanganaat            |
| +7            | Vooral als kaliumpermanganaat in het laboratorium                                                                                    |

## Toxicologie en veiligheid
Mangaan is een stof die overal op aarde voorkomt. Mangaan, mangaanoxide, mangaanvioletpigmenten of andere mangaanverbindingen zijn in poedervorm of als damp giftig. Zure permanganaatoplossingen tasten organisch materiaal aan en kunnen andere stoffen tot ontbranding brengen.

### Lasrook en keramiek
Mangaan is een neurotoxisch essentieel sporenelement. Dit betekent dat mensen het nodig hebben, maar dat het bij te hoge concentratie in het menselijk lichaam giftig is. Mangaan krijgt de mens binnen via voedsel zoals spinazie, thee, soja, eieren en kruiden. Symptomen van mangaanvergiftiging zijn hallucinaties, vergeetachtigheid, parkinsonverschijnselen en schade aan de zenuwbanen. Te veel mangaan binnenkrijgen via eten komt eigenlijk niet voor.
Chronische mangaanvergiftiging is meestal het gevolg van langdurige inademing van mangaanstof in de lasrook die tijdens het booglassen vrijkomt. Dikke en snel stollende booglaselektroden die met een rutielbekleding bedekt zijn, vaak voor constructielaswerk in de scheepsbouw gebruikt, produceren doorgaans veel lasrook met relatief veel mangaanoxide. Mangaanvergiftiging is bij lassers een erkende beroepsziekte. De inademing van rookdeeltjes die vrijkomen bij de vervaardiging van keramiek, zoals door ovens in steen- en glasfabrieken, kan vergelijkbare longproblemen veroorzaken.

### Brandgevaar

Symbool voor oxiderend in GHS-etikettering.

Permanganaten zijn sterke oxidatoren die met organische oplosmiddelen felle branden of explosies kunnen veroorzaken. Tussen de droge kristallen van kaliumpermanganaat en het oppervlak van de vloeistof komen langzaam steeds meer kleinere en grotere sterk exotherme processen of explosieve reacties op gang. Als een slordige laborant zijn zuurkast niet schoon houdt, waardoor gemorste kristallen van permanganaten of kristallen van vergelijkbare sterke oxidatoren, zoals perchloraten, chromaten en dichromaten in aanraking kunnen komen met brandbare vloeistoffen, kunnen gevaarlijke situaties ontstaan.